# Urroz-Villa
Urroz-Villa (em castelhano) ou Urrotz-Hiria (em basco) é um município da Espanha na província e comunidade foral (autónoma) de Navarra. Tem 11,20 km² de área e em 2021 tinha 400 habitantes (densidade: 35,7 hab./km²).

## Demografia
| Variação demográfica do município entre 1991 e 2004 | Variação demográfica do município entre 1991 e 2004 | Variação demográfica do município entre 1991 e 2004 | Variação demográfica do município entre 1991 e 2004 |
| --------------------------------------------------- | --------------------------------------------------- | --------------------------------------------------- | --------------------------------------------------- |
| 1991                                                | 1996                                                | 2001                                                | 2004                                                |
| 364                                                 | 363                                                 | 381                                                 | 384                                                 |